# 무극성 공유 결합
무극성 공유 결합(無極性共有結合)이란, 전기 음성도가 같은 두 원자가 전자쌍을 공유하며 형성하는 결합을 말한다. 두 원자가 무극성 공유 결합을 형성할 때 두 원자의 핵 근처에서 전하의 분포가 같아지게 되고, 무극성 분자를 만들게 된다. 또한 공유 전자쌍의 인력이 서로 같아 전자가 어느 한 쪽으로 치우쳐지지 않는다. 이 결합을 가지는 분자의 예로는 H2, O2, Cl2, N2, F2 등 동핵 이원자 분자들이 있다. CH4, CCl4 등 결합 쌍극자 모멘트의 합이 0이 되는 분자들은 무극성 분자이며 극성 공유 결합이다
더 자세한 내용은 원자가껍질 전자쌍 반발 이론 문서에 나와 있다.
이러한 내용은 화학1 화학결합 부분에서 더 자세히 배울 수 있다.

## 같이 보기
- 원자가껍질 전자쌍 반발 이론
- 공유 결합
- 극성 공유 결합